# قرار مجلس الأمن التابع للأمم المتحدة رقم 2138
قرار مجلس الأمن التابع للأمم المتحدة رقم 2138، الذي تم تبنيه بالإجماع في 13 فبراير 2014، مدد المجلس ولاية لجنة عقوبات السودان وطلب من فريق الخبراء التابع للجنة تقديم تقرير نهائي عن النتائج التي توصل إليها بحلول يناير 2015. ولاحظ مع الأسف أن الجماعات المسلحة في دارفور استمرت في ارتكاب أعمال عنف ضد المدنيين وجدد عزمه على فرض مزيد من العقوبات المستهدفة على المسؤولين.
تم تبني القرار بالإجماع بموجب الفصل السابع من ميثاق الأمم المتحدة. عبر المجلس عن قلقه إزاء إمداد السودان بالمساعدة الفنية والدعم المالي الذي يمكن استخدامه لدعم الجيش السوداني في انتهاك لقراري مجلس الأمن الدولي 1556 و1591 ودعا السودان إلى إنهاء تكديس وسوء استخدام الأسلحة الصغيرة والأسلحة الخفيفة في دارفور. علاوة على ذلك، أصدر القرار تعليمات إلى لجنة العقوبات بمعالجة انتهاكات نظام العقوبات، مشيرًا إلى أن بعض الدول لم تمتثل لحظر السفر وتجميد الأصول المنصوص عليه في القرارين 1556 و1591.

## روابط خارجية
- نص القرار في undocs.org